# بابی دیکسون
بابی دیکسون (انگلیسی: Bobby Dixon؛ زادهٔ ۱۰ آوریل ۱۹۸۳) بازیکن بسکتبال اهل ایالات متحده آمریکا است.
از باشگاه‌هایی که در آن بازی کرده‌است می‌توان به یونیورسو ترویزو اشاره کرد.